# Ideális oldat
A kémiában ideális oldatnak vagy ideális elegynek nevezik az olyan oldatot, amelyben a gázfázis az ideális gázok keverékének termodinamikai tulajdonságaival analóg viselkedést mutat. Az elegyedési entalpia definíció szerint nulla, csakúgy, mint az elegyedés során a térfogat változása. Minél közelebb esik a nullához az elegyedési entalpia, annál „ideálisabb” lesz az oldat viselkedése. Az oldat gőznyomása követi a Raoult- vagy a Henry-törvényt (vagy mindkettőt), és az egyes komponensek aktivitási együtthatója (mely az ideálistól való eltérés mértékét adja meg) eggyel egyenlő.
Az ideális oldat alapvető fontosságú fogalom a kémiai termodinamika és annak alkalmazása, például a kolligatív sajátságok területén.

## Fizikai alapok
Az oldatok ideális viselkedése analóg az ideális gázokéval, azzal a fontos különbséggel, hogy folyadékfázisban erősek az intermolekuláris kölcsönhatások, így azokat nem lehet csak úgy elhanyagolni, mint az ideális gázok esetében – ehelyett azzal a feltevéssel élünk, hogy a kölcsönhatás az oldat minden részecskéje között ugyanakkora mértékű.
Képlettel kifejezve: A és B molekulák keverékében a különböző (UAB) és az azonos szomszédok közötti kölcsönhatás (UAA és UBB) átlagos nagysága azonos, azaz 2 UAB = UAA + UBB, és nincs nagyobb hatótávolságú kölcsönhatás (vagy legalábbis azok nem különböztethetők meg egymástól). Ha AA, AB és BB között a molekuláris erők azonosak, azaz UAB = UAA = UBB, akkor az oldat automatikusan ideális.
Ha a molekulák kémiailag közel azonosak, mint például az 1-butanol és 2-butanol esetében, akkor oldatuk is közel ideális lesz. Mivel az A és B közötti kölcsönhatási energiák majdnem egyenlőek, ebből következően összességében nagyon kicsi az energia (entalpia) változása, ha a két anyagot összekeverjük. Minél inkább különbözik egymástól A és B, annál nagyobb mértékben fog oldatuk az ideálistól eltérő viselkedést mutatni.

## Formális definíció
Az ideális oldatokra több, egymással összefüggő definíció is létezik. A legegyszerűbb definíció szerint az ideális oldat olyan oldat, amelynek minden i komponense követi a {\displaystyle p_{i}=x_{i}p_{i}^{*}} Raoult-törvényt minden összetételre, ahol {\displaystyle p_{i}} az i komponens oldat feletti gőznyomása, {\displaystyle x_{i}} a móltörtje és {\displaystyle p_{i}^{*}} a tiszta i anyag gőznyomása ugyanezen a hőmérsékleten.
Ez a definíció a gőznyomásokat használja fel, mely – legalábbis az illékony komponensek esetében – közvetlenül mérhető tulajdonság. Az egyes komponensek termodinamikai tulajdonságai a μ kémiai potenciálból (vagy a g parciális moláris szabadentalpiából) nyerhetők – utóbbiról feltételezzük, hogy az ideális gázokra érvényes képlet használható:
{\displaystyle \mu (T,p_{i})=g(T,p_{i})=g^{\mathrm {u} }(T,p^{u})+RT\ln {\frac {p_{i}}{p^{u}}}}.
A nyomás referenciaértéke, {\displaystyle p^{u}} vehető {\displaystyle P^{0}} = 1 bar-nak vagy a keverék nyomásának, megkönnyítendő a számításokat.
{\displaystyle p_{i}} értékét behelyettesítve a Raoult-törvényből:
{\displaystyle \mu (T,p_{i})=g^{\mathrm {u} }(T,p^{u})+RT\ln {\frac {p_{i}^{*}}{p^{u}}}+RT\ln x_{i}=\mu _{i}^{*}+RT\ln x_{i}}.
A kémiai potenciált leíró fenti egyenlet is használható az ideális oldat egy másik definíciójaként.
Az odat feletti gőz azonban ideális gázok elegyétől eltérően viselkedhet. Egyes szerzők ezért az ideális oldatot úgy definiálják, hogy abban minden egyes komponens követi Raoult-törvényének fugacitással felírt analógját: {\displaystyle f_{i}=x_{i}f_{i}^{*}},
ahol {\displaystyle f_{i}} az oldatbeli {\displaystyle i} komponens fugacitása, {\displaystyle f_{i}^{*}} pedig a tiszta {\displaystyle i} anyag fugacitása. Mivel a fugacitást a
{\displaystyle \mu (T,P)=g(T,P)=g^{\mathrm {u} }(T,p^{u})+RT\ln {\frac {f_{i}}{p^{u}}}}
egyenlet definiálja, ezért ez a definíció a kémiai potenciálok és más termodinamikai tulajdonságok ideális értékéhez vezet még akkor is, ha a komponensek gőzei az oldat felett nem ideális gázok. Egy ezzel egyenértékű definíció a fugacitás helyett a termodinamikai aktivitást használja.

## Termodinamikai tulajdonságok

### Térfogat
Ha ezt az utolsó egyenletet {\displaystyle P} szerint differenciáljuk állandó {\displaystyle T}-n, akkor ezt kapjuk:
{\displaystyle \left({\frac {\partial g(T,P)}{\partial P}}\right)_{T}=RT\left({\frac {\partial \ln f}{\partial P}}\right)_{T}}
ugyanakkor a Gibbs-potenciál egyenletből tudjuk, hogy:
{\displaystyle \left({\frac {\partial g(T,P)}{\partial P}}\right)_{T}=v}
Így e két egyenletet egyesítve kapjuk:
{\displaystyle \left({\frac {\partial \ln f}{\partial P}}\right)_{T}={\frac {v}{RT}}}
Mivel az előbb tiszta anyagra levezetettek keverékre is érvényesek, csak minden intenzív mennyiségnél ki kell tenni az {\displaystyle i} alsó indexet, és {\displaystyle v} helyett a {\displaystyle {\bar {v_{i}}}} parciális moláris térfogatot kell behelyettesíteni:
{\displaystyle \left({\frac {\partial \ln f_{i}}{\partial P}}\right)_{T,x_{i}}={\frac {\bar {v_{i}}}{RT}}}
E szakasz első egyenletét az előző egyenletre alkalmazva kapjuk:
{\displaystyle v_{i}^{*}={\bar {v_{i}}}}
ami azt jelenti, hogy ideális keverék térfogata az azt alkotó komponensek térfogatának össze:
{\displaystyle V=\sum V_{i}}

### Entalpia és hőkapacitás
Ugyanilyen levezetéssel, de {\displaystyle T} szerint deriválva hasonló eredményre jutunk az entalpiák tekintetében:
{\displaystyle {\frac {g(T,P)-g^{\mathrm {gas} }(T,p^{u})}{RT}}=\ln {\frac {f}{p^{u}}}}
T szerint deriválva, és felhasználva, hogy {\displaystyle \left({\frac {\partial {\frac {g}{T}}}{\partial T}}\right)_{P}=-{\frac {h}{T^{2}}}} ezt kapjuk:
{\displaystyle -{\frac {{\bar {h_{i}}}-h_{i}^{\mathrm {gas} }}{R}}=-{\frac {h_{i}^{*}-h_{i}^{\mathrm {gas} }}{R}}}
amiből viszont következik, hogy {\displaystyle {\bar {h_{i}}}=h_{i}^{*}}.
Ez azt jelenti, hogy a keverék entalpiája megegyezik az egyes komponensek entalpiájának összegével.
Mivel {\displaystyle {\bar {u_{i}}}={\bar {h_{i}}}-p{\bar {v_{i}}}} és {\displaystyle u_{i}^{*}=h_{i}^{*}-pv_{i}^{*}}:
{\displaystyle u_{i}^{*}={\bar {u_{i}}}}
Könnyen ellenőrizhető, hogy
{\displaystyle C_{pi}^{*}={\bar {C_{pi}}}}

### Elegyedési entrópia
Végül mivel
{\displaystyle {\bar {g_{i}}}=\mu _{i}=g_{i}^{\mathrm {gas} }+RT\ln {\frac {f_{i}}{p^{u}}}=g_{i}^{\mathrm {gas} }+RT\ln {\frac {f_{i}^{*}}{p^{u}}}+RT\ln x_{i}=\mu _{i}^{*}+RT\ln x_{i}}
Ami azt jelenti, hogy
{\displaystyle \Delta g_{i,\mathrm {mix} }=RT\ln x_{i}}
és mivel
{\displaystyle G=\sum _{i}x_{i}{g_{i}}}
ezért
{\displaystyle \Delta {\underline {G}}_{\mathrm {mix} }=RT\sum _{i}{x_{i}\ln x_{i}}}
Végül kiszámolhatjuk az elegyedési entrópiát, mivel
{\displaystyle g_{i}^{*}=h_{i}^{*}-Ts_{i}^{*}} and {\displaystyle {\bar {g_{i}}}={\bar {h_{i}}}-T{\bar {s_{i}}}}
{\displaystyle \Delta s_{i,\mathrm {mix} }=-R\sum _{i}\ln x_{i}}
{\displaystyle \Delta {\underline {S}}_{\mathrm {mix} }=-R\sum _{i}x_{i}\ln x_{i}}

## Következmények
Az oldószer és oldott anyag közötti kölcsönhatás hasonló az oldott anyag-oldott anyag és oldószer-oldószer kölcsönhatáshoz.
Mivel az oldat elegyedési entalpiája zérus, az elegyedés szabadentalpia-változását kizárólag az elegyedési entrópia határozza meg. Így a moláris elegyedési szabadentalpia:
{\displaystyle \Delta G_{\mathrm {m,mix} }=RT\sum _{i}x_{i}\ln x_{i}}
vagy két komponens esetében
{\displaystyle \Delta G_{\mathrm {m,mix} }=RT(x_{A}\ln x_{A}+x_{B}\ln x_{B})}
vahol az m moláris mennyiséget jelöl, azaz a szabadentalpia változását egy mól oldatra, {\displaystyle x_{i}} pedig az {\displaystyle i} komponens móltörtje.
Vegyük észre, hogy az elegyedési szabadentalpia mindig negatív (mivel minden egyes {\displaystyle x_{i}\in [0,1]}, minden {\displaystyle \ln x_{i}} vagy {\displaystyle x_{i}\rightarrow 0} határérték negatív (végtelen) kell legyen), azaz az ideális oldatok mindig korlátlanul elegyednek.
A fenti egyenlet kifejezhető az egyes komponensek kémiai potenciáljával:
{\displaystyle \Delta G_{\mathrm {m,mix} }=\sum _{i}x_{i}\Delta \mu _{i,\mathrm {mix} }}
ahol {\displaystyle \Delta \mu _{i,\mathrm {mix} }=RT\ln x_{i}} az {\displaystyle i} anyag kémiai potenciáljának változása a keverés során.
Ha a tiszta {\displaystyle i} folyadék kémiai potenciálját {\displaystyle \mu _{i}^{*}} jelöli, akkor {\displaystyle i} kémiai potenciálja az ideális oldatban
{\displaystyle \mu _{i}=\mu _{i}^{*}+RT\ln x_{i}}
Egy ideális oldat bármely {\displaystyle i} komponense a teljes összetételi tartományban követi a Raoult-törvényt:
{\displaystyle \ P_{i}=(P_{i})_{tiszta}x_{i}}
ahol
{\displaystyle (P_{i})_{tiszta}\,} a tiszta komponens egyensúlyi gőznyomása
{\displaystyle x_{i}\,} a komponens oldatbeli móltörtje
Azt is meg lehet mutatni, hogy az ideális oldatok térfogata szigorúan additív.

## Nem ideális viselkedés
Az ideálistól eltérő viselkedést a Margules-függvények vagy aktivitási együtthatók segítségével lehet leírni. Egyetlen Margules-paraméter is elegendő lehet az oldat tulajdonságainak leírására, ha az ideálistól való eltérés csak kismértékű – az ilyen oldatokat reguláris (normális) oldatoknak nevezik.
Az ideális oldatokkal szemben – melyeknél a térfogatok szigorúan additívak és az elegyedés mindig teljes – a nem ideális oldatok térfogata általában nem egyenlő a tiszta, egy komponensű folyadékok térfogatának összegével, és az sem biztos, hogy tetszőleges összetételnél teljesül az oldhatóság. A sűrűségek mérésével az egyes komponensek termodinamikai aktivitása meghatározható.

## Fordítás
- Ez a szócikk részben vagy egészben  az   Ideal solution című angol Wikipédia-szócikk ezen változatának fordításán alapul.  Az eredeti cikk szerkesztőit annak laptörténete sorolja fel. Ez a jelzés csupán a megfogalmazás eredetét és a szerzői jogokat jelzi, nem szolgál a cikkben szereplő információk forrásmegjelöléseként.